# آمون-حور-خبشف
ٱمون-حور-خبشف كان أول ابن لرمسيس الثاني و زوجته نفرتاري من الأسرة التاسعة عشر. و كان ولي العهد، لكن توفى قبل ابيه،و غير اسمه من أمون-حور-وينميف إلى ٱمون-حور-خبشف في بداية حكم أبيه.

## حياة
كان آمون-حر-خبشف ولي عهد مصر في أول 25 عامًا من حكم رمسيس الثاني، لكنه توفي في النهاية قبل والده في العام 25 من حكم والده.، خلفه ثاني أكبر أبناء رمسيس الثاني وليًا للعهد لمدة 25 عامًا أخرى (من السنة 25 إلى السنة 50 من حكم هذا الفرعون). مرنبتاح، الابن الثالث عشر لرمسيس الثاني، تولى العرش لاحقًا في السنة 67 من حكم رمسيس الثاني.
كما انه تزوج من الاميرة نفرتاري - ابنة رمسيس، وربما أيضًا أحد أبناء الملكة نفرتاري، لذلك أخته أو أخته غير الشقيقة - وأنجب منها ابنًا اسمه سيتي.
أمون-حر-خبشف، بصفته وريثًا للعرش، حمل عدة ألقاب. وكان بعضهم فريدًا مثل قائد القوات والمقرب الفعال والابن الأكبر لملك. تمت مشاركة بعض ألقابه الأخرى مع أمراء بارزين آخرين مثل حامل المروحة على يمين الملك و الكاتب الملكي. تشير ألقابه إلى أنه شغل منصبًا رفيعًا في الجيش، ووفقًا لبعض الصور البارزة، فقد قاتل هو وأخيه الأصغر غير الشقيق خعمواس في معركة قادش والحملات في النوبة (أو على الأقل رافق والده إلى هذه المعارك). يظهر على جدار في معبد بيت الولي. شارك آمون-حر-خبشف في تبادل المراسلات الدبلوماسية مع الحيثيين بعد معاهدة السلام التي عقدها رمسيس الثاني معهم في العام 21.
تظهر تماثيل ورسومات آمون-حر-خبشف في معابد والده الشهيرة في أبو سمبل والأقصر، وفي معبد سيتي أبيدوس . تم تصويره مع والده وهو يحمل ثورًا في جدران معبد أبيدوس ويظهر بشكل متكرر على تماثيل رمسيس الثاني.

## دفن
توفي آمون-حر-خبشف حوالي العام 25 من حكم والده. وكان ولي العهد التالي هو أخيه غير الشقيق رمسيس، الابن الأكبر لزوجته الثانوية استنفرت. تم دفن آمون-حر-خبشف في المقبرة KV5 بوادي الملوك، في مقبرة كبيرة بنيت لأبناء رمسيس الثاني. يبدو أن دفنه قد تم فحصه في السنة 53 لرمسيس الثاني. ومن بين القطع الأثرية التي عثر عليها بالمقبرة، أوعية كانوبية مكتوب عليها اسم آمون هر خبشف وتحتوي على أعضاء. كما تم العثور على عظام لأربعة ذكور بما في ذلك جمجمة بها كسر عميق، يعتقد أنها صنعت بواسطة صولجان.